# 八橋大畑
八橋大畑（やばせおおはた）は秋田県秋田市にある町。八橋大畑一丁目と八橋大畑二丁目の2町が存在する。郵便番号は010-0962。住居表示実施済み地区。

## 地理
秋田市の中央部、八橋地域の中では北部に位置する。八橋大畑一丁目は東側で秋田県道56号秋田天王線（通称・新国道）に面しており、沿道は自動車関係を中心に専門店の多い商業地区となっている。その他の地区はほぼ住宅地である。北は泉字登木、東は泉北一丁目・泉中央二丁目、南は八橋鯲沼町・八橋大沼町、西は八橋イサノ二丁目に接する。
当町及び八橋鯲沼町は、分割前の旧大字として大字八橋の区域がまったく含まれず、全域が大字泉の一部から成立している。新国道を境として西が八橋とされたためにこのような変更となった。

## 歴史

### 沿革
- 1982年（昭和57年）5月1日 - 住居表示実施に伴い、八橋大畑一丁目・八橋大畑二丁目が設置される。

### 町名の変遷
以下はすべて住居表示実施に伴う変更。
| 実施後         | 実施年月日     | 実施前（各字名ともその一部） |
| -------------- | -------------- | ---------------------------- |
| 八橋大畑一丁目 | 昭和57年5月1日 | 泉字大畑 いずみ あざおおはた |
| 八橋大畑一丁目 | 昭和57年5月1日 | 泉字登木 いずみ あざのぼりき |
| 八橋大畑二丁目 | 昭和57年5月1日 | 泉字大畑 いずみ あざおおはた |
| 八橋大畑二丁目 | 昭和57年5月1日 | 泉字登木 いずみ あざのぼりき |

## 世帯数と人口
2020年（令和2年）10月1日現在の世帯数と人口は以下の通りである。
| 丁目           | 世帯数  | 人口    |
| -------------- | ------- | ------- |
| 八橋大畑一丁目 | 159世帯 | 358人   |
| 八橋大畑二丁目 | 443世帯 | 906人   |
| 計             | 602世帯 | 1,264人 |

## 交通

### 鉄道
地区内に鉄道は通っていない。最寄り駅は泉菅野二丁目にあるJR東日本奥羽本線泉外旭川駅。

### バス
- 秋田中央交通
  - 系統100｜五城目線
  - 系統101｜追分線
  - 系統105｜追分線（県立大学経由） - 平日のみ
  - 系統110｜新国道経由土崎線（飯島北発着）
  - 系統111｜新国道・土崎経由秋田厚生医療センター線 - 平日のみ
  - 系統113｜新国道経由土崎線（土崎駅前発着）
  - 系統114｜新国道臨港署経由土崎線 - 平日のみ
  - 系統115｜セリオン線（セリオン発着）
  - 系統117｜土崎東口線（秋田駅西口行き） - 平日のみ
  - 系統118｜新国道経由土崎線（飯島北発着・北部サービスセンター経由） - 平日のみ
  - 系統119｜セリオン線（フェリーターミナル発着）
  - 系統151｜新港線（飯島北・新屋高校前発着） - 平日のみ
  - 系統152｜新港線（飯島北発南高校前着） - 平日のみ
  - 系統153｜新港線（西部サービスセンター発土崎駅前着） - 平日のみ
    - 八橋大畑

  - 系統230｜泉八橋環状線（泉回り） - 平日のみ
  - 系統231｜泉八橋環状線（八橋回り） - 平日のみ
    - 自動車会館前

### 道路
- 秋田県道56号秋田天王線（新国道）
- 秋田市道臨海秋操線

## 施設

### 八橋大畑一丁目
- 秋田信用金庫新国道支店
- ミスタータイヤマンやばせ店
- 富士フイルムBI秋田スポーツスクウェア
- イエローハット秋田新国道店
- ジュエリーかまた秋田新国道店
- ガリバー秋田新国道店
- サンドラッグ八橋大畑店
- エニタイムフィットネス秋田新国道店
- ヤマハミュージック秋田北センター
- 新明和工業秋田営業所
- 明光義塾秋田中央教室
- ローソン秋田八橋大畑店
- モスバーガー秋田新国道店
- 米山産業秋田営業所

### 八橋大畑二丁目
- 秋田県自動車整備振興会
- 秋田県自動車会議所
  - 秋田県全自動車協会
- 秋田県自動車会館
  - 秋田県ハイヤー協会
  - 秋田県レンタカー協会
  - 全国旅行業協会秋田県支部・秋田県旅行業協会
- 三交モータース商会登木自動車工場
- 秋田魁新報大畑専売所
- イタリアントマトケーキショップ秋田八橋店
- 佐野薬局秋田大畑店
- Local Power本社
- クリニック八橋和田内科
- すずの木歯科クリニック

### かつてあった施設

#### 八橋大畑一丁目
- トステムショールーム秋田(跡地の現在はジュエリーかまた秋田新国道店)
- 東北富士電機秋田支店秋田営業所

#### 八橋大畑二丁目
- 公明党秋田県本部